# 안드레아스 윌손
안드레아스 윌손(Andreas Wilson, 1981년 3월 7일 ~ )은 스웨덴의 배우이다.

## 출연 작품
- 베일 오브 트와일라잇 (2014)
- 리얼 휴먼 (2012)
- 벤야민의 꽃 (2012)
- 좀비솔져 (2011)
- 콜로라도 애브뉴 (2007)
- 킬 유어 달링스 (2006)
- 더 추즌 (2005)
- 애니멀(프랑스어판) (2005)
- 와일드 영 (2003)
- 고모론 (1992)